# Walter Geisler
Walter Geisler (ur. 15 maja 1891 w Dessau, zm. 20 września 1945 w Teupitz) – niemiecki profesor geografii, prorektor Reichsuniversität Posen (1941–1944).

## Życiorys
Ukończył gimnazjum w Dessau. Studiował geografię na Uniwersytecie w Halle. Habilitował się na początku lat 20. XX wieku i pracował jako wykładowca na Uniwersytecie w Greifswaldzie i Uniwersytecie w Halle. Od 1929 profesor Uniwersytetu Wrocławskiego. Był członkiem NSDAP od 1933. Od 1936 pracował na RWTH Aachen, a od 1941 wykładał na Uniwersytecie Rzeszy w Poznaniu; w latach 1941–1944 był prorektorem tej uczelni. Ranny podczas ostatnich walk II wojny światowej zmarł w szpitalu wojskowym.
Muzeum Uniwersytetu Wrocławskiego uznaje go za jednego z najwybitniejszych profesorów Uniwersytetu Wrocławskiego (w okresie 1811–1945).

## Publikacje (wybór)
- Atlas von Schlesien (1932)[2]
- Wirtschafts- und verkehrsgeographischer Atlas von Schlesien (1932)[3]
- Zur Wirtschaftsgeographie des deutschen Ostens (1937)
- Australien und Ozeanien (1938)
- Das östliche Mitteleuropa als Verkehrsraum (1938)
- Anthropogeographische Probleme Nordwest-Mitteleuropas (1940)
- Deutscher! Der Osten ruft Dich! (1942)